# Maria Sadowska (pisarka)
Maria Teresa Sadowska z Brzezinów, pseud. Zbigniew (ur. ok. 1835, zm. 1892) – polska prozaiczka związana z wileńskim środowiskiem literackim.
Pochodziła z drobnoszlacheckiej rodziny herbu Lubicz, wylegitymowanej w Cesarstwie w roku 1851 i wpisanej do ksiąg szlachty guberni grodzieńskiej. Debiutowała w 1853 roku. Rozgłos zdobyła opowiadaniem fantastyczno-filozoficznym Podróż naokoło świata (1859). W 1867 osiadła z rodziną w Paryżu, skąd przysyłała do prasy warszawskiej (m.in. "Przegląd Tygodniowy") korespondencje oraz powieści. Jej małżeństwo zakończyło się rozwodem. W 1876 roku była na krótko w związku z Cyprianem Norwidem. Pod koniec życia zmagała się z postępującym alkoholizmem i chorobą umysłową. Straciła wydawców i popadła w długi została porzucona przez męża i trafiła do ośrodka dla nerwowo chorych..

## Twórczość[2]
- Podróż naokoło świata (1859)
- Pamiętniki muchy (1861)
- Oksana (1869)
- Niecnota (1871)
- Rocznica (1873)
- Stryj Innocenty (1879)
- Pisma Zbigniewa: Tom I (1875)[3][4]